# NGC 4926A
NGC 4926A is een lensvormig sterrenstelsel in het sterrenbeeld Hoofdhaar. Het hemelobject werd op 6 april 1864 ontdekt door de Duits-Deense astronoom Heinrich Louis d'Arrest.

## Synoniemen
- MCG 5-31-107
- ZWG 160.106
- IRAS 12596+2755
- DRCG 27-47
- KUG 1259+279
- PGC 44968